# Trofeo Laigueglia 1996
Il Trofeo Laigueglia 1996, trentatreesima edizione della corsa, si svolse il 20 febbraio 1996, su un percorso di 154,5 km. La vittoria fu appannaggio del belga Frank Vandenbroucke, che completò il percorso in 3h47'30", precedendo gli italiani Rodolfo Massi e Michele Coppolillo.

## Ordine d'arrivo (Top 10)
| Pos. | Corridore            | Squadra               | Tempo    |
| ---- | -------------------- | --------------------- | -------- |
| 1    | Frank Vandenbroucke  | Mapei-GB              | 3h47'30" |
| 2    | Rodolfo Massi        | Refin-Mobilvetta      | s.t.     |
| 3    | Francesco Casagrande | MG Boys Maglificio    | s.t.     |
| 4    | Gabriele Colombo     | Gewiss-Playbus        | s.t.     |
| 5    | Johan Museeuw        | Mapei-GB              | a 1'06"  |
| 6    | Andrea Peron         | Motorola Cycling Team | s.t.     |
| 7    | Andrei Tchmil        | Lotto-Isoglass        | s.t.     |
| 8    | Wladimir Belli       | Panaria-Vinavil       | s.t.     |
| 9    | Edwig Van Hooydonck  | Rabobank              | s.t.     |
| 10   | Francesco Casagrande | Saeco                 | s.t.     |